# 亀井戸水神社
亀井戸水神社（かめいどみずじんじゃ）は、香川県高松市鍛冶屋町にある神社。登記上の宗教法人名称は水神社（みずじんじゃ）。

## 概要
高松市中心部、番町交差点に程近い国道11号高松北バイパスの裏路地に位置する。敷地は狭く、都心に位置するだけあって周囲をビルに囲まれている。

## 歴史
1644年（正保元年）、高松藩主・松平頼重が亀井戸の神として創建。
2001年、当社の場所は高松丸亀町商店街G街区第一種市街地再開発事業の敷地に指定された。そのため2010年春には社の一切が撤去され、2012年4月には亀井戸跡も含めたこの一帯に再開発ビルが完成する。これにより当社は現在地より南の国道11号に面した一角に移転して再建される。

## 亀井戸
当社の根源となっている「亀井戸」とは江戸時代に高松城下町の水源となっていた井戸である。この井戸跡は当社敷地も含め国道11号の敷地にまで及び、平面の形は北西隅を斜めに欠いた長方形であった。また天保年間（1830～44年）頃に描かれた『高松新井戸水本並水掛惣絵図』によると、その規模は南北約61.7m、東西約16.0mであったことから、池のように大規模な井戸であった。
亀井戸の名称の由来は湧き水の出る穴が甕形をしており、甕井（亀井）霊泉と呼ばれたことによる。
この井戸が基となって付近には「亀井町」という地名が残っている（かつては「北亀井町」と「南亀井町」に分かれており、元々当社所在地も北亀井町であったが、戦災復興土地区画整理事業1工区1次による換地処分公告翌日の1958年（昭和33年）7月11日から住所表記が変わり、当社所在地の北亀井町は鍛冶屋町の一部へ組み入れられ、残る南亀井町は単に「亀井町」と改称された）。

## 交通アクセス
- JR高松駅：徒歩15分
- ことでん瓦町駅：徒歩8分
- ことでんバス五番町バス停：徒歩2分